# Horatio Alger

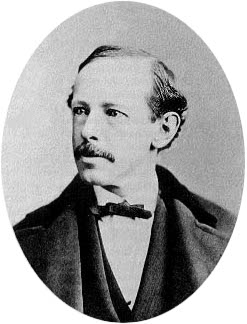
Horatio Alger

Horatio Alger junior (* 13. Januar 1832 in Chelsea (heute Revere), Massachusetts; † 18. Juli 1899 in Natick, Massachusetts) war ein populärer amerikanischer Autor im späten 19. Jahrhundert. In mehr als 130 Groschenromanen schilderte er, wie sich für arme, aber ehrliche und fleißige Jungen der Amerikanische Traum vom sozialen Aufstieg erfüllt – meist, indem sie durch eine heldenhafte Tat die Gunst eines reichen Förderers gewinnen können.
Weil Alger das Schema seiner Romane kaum änderte, sank ihre Popularität im Laufe der Zeit. Trotzdem waren sie zum Zeitpunkt ihrer Entstehung Bestseller und konnten in der Beliebtheit mit den Büchern Mark Twains konkurrieren.

## Leben
In Massachusetts als Sohn eines unitarischen Geistlichen geboren, studierte Alger an der Harvard-Universität unter Henry Wadsworth Longfellow in der Absicht, eines Tages Dichter zu werden. Nach dem Studienabschluss fand er als Journalist und Lehrer Arbeit. Von der Armee wegen Asthmas ausgemustert, unternahm er eine Reise nach Europa, wo er schließlich entschied, Geistlicher zu werden, wie es sein Vater sich immer gewünscht hatte. Er nahm eine Stelle in Cape Cod an, ging jedoch 1866 nach New York, angeblich, um eine Karriere als Autor zu beginnen. Nach Algers Tod entdeckte Aufzeichnungen der Kirche besagen, dass er, ohne Aufsehen zu erregen, entlassen wurde, weil er sexuelle Beziehungen mit verschiedenen Jungen seiner Gemeinde hatte.
Der Umzug nach New York war ein Wendepunkt in Algers Karriere. Er wurde sofort in die Welt der verarmten jungen Stiefelputzer, Zeitungsjungen und Hausierer hineingezogen. Diese Welt und die strenge Erziehung, die Alger genossen hatte, waren die Basis für den ersten Roman in seiner Serie über Ragged Dick von 1867. Der sofortige Erfolg des Buches spornte Alger zu einer Vielzahl von Fortsetzungen und ähnlichen Romanen wie Luck and Pluck (1869) und Tattered Tom (1871) an, die alle dasselbe Thema behandelten: den Aufstieg from rags to riches, vom Tellerwäscher zum Millionär. Tatsächlich wurde Horatio Alger, dessen Erfolgsformel auf Glück, Mut und Tugend beruhte, zum Synonym für dieses Genre.

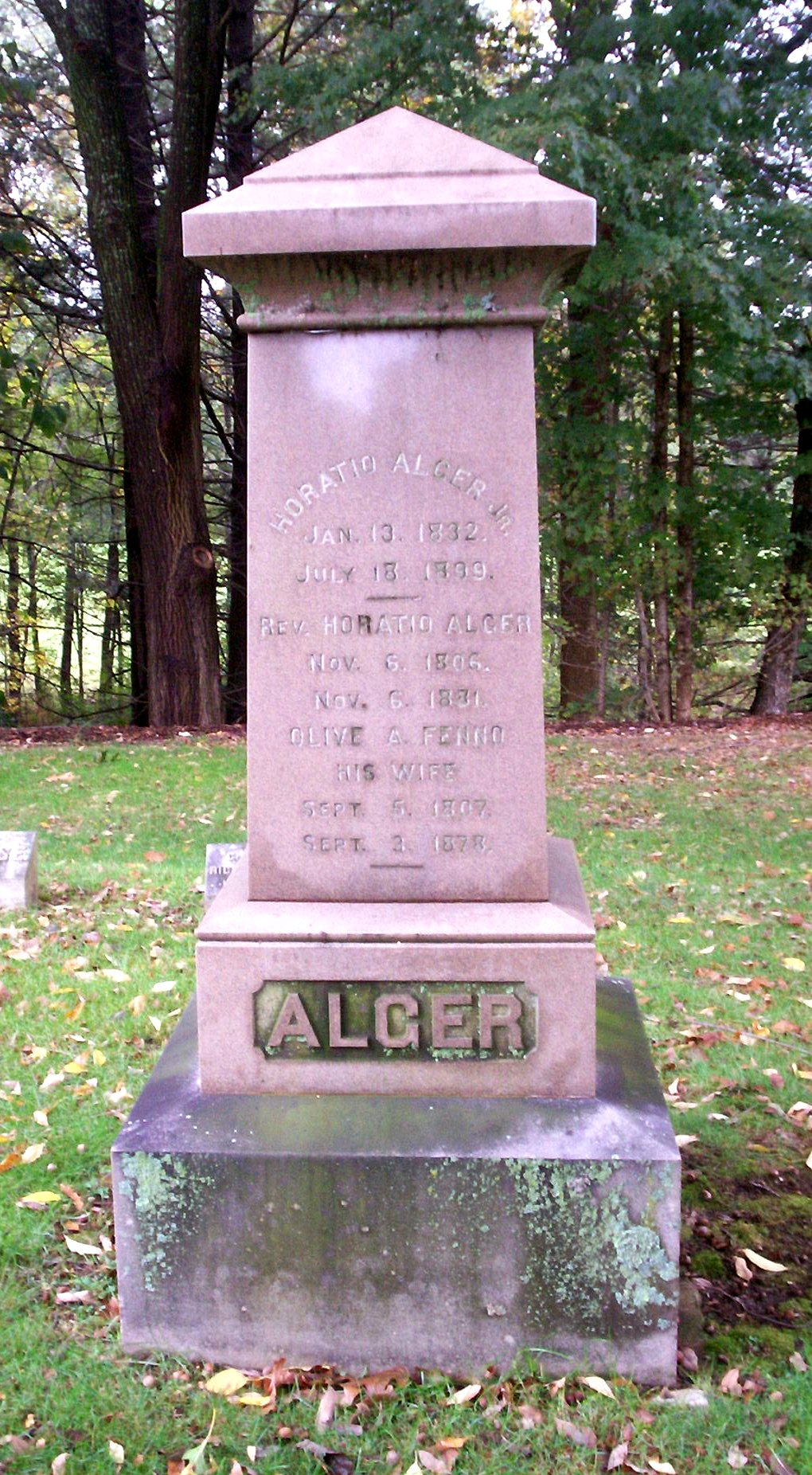
Algers Grab in Natick, Massachusetts

Alle Romane Algers behandeln das gleiche Thema: Eine junge, oft obdachlose Waise bemüht sich unter widrigen Umständen, durch Fleiß seiner Notlage und Armut zu entkommen. Kritiker weisen darauf hin, dass es nicht der Fleiß selbst ist, der den Jungen vor seinem Schicksal bewahrt, sondern vielmehr eine außergewöhnlich mutige oder ehrliche Tat, die ihn mit einem reichen älteren Herrn in Berührung bringt, der ihn dann als Mündel aufnimmt. Der Junge kann etwa eine große Summe verlorenen Geldes zurückbringen oder jemanden aus einem umgestürzten Wagen retten, was wiederum eine reiche Person auf den Jungen – und seine Not – aufmerksam macht. Es wurde mitunter vermutet, dies reflektiere Algers eigene bevormundende Einstellung gegenüber den Jungen, denen er zu helfen versuchte.
Trotz seines bemerkenswerten literarischen Ausstoßes verhalfen seine Bücher Alger nicht zu Reichtum. In den 1890er Jahren nahm seine Popularität ab und seine Einnahmen verringerten sich erheblich. Einen Teil seiner Einkünfte nutzte er für die Unterstützung obdachloser Jungen, um sie von der Straße zu holen. Dennoch waren seine Bücher 1899, als er starb, in nahezu jedem amerikanischen Haushalt und in nahezu jeder amerikanischen Bibliothek zu finden. Auch wenn sie heute nicht mehr so beliebt sind, wie sie es zuvor waren, hatten die moralischen Botschaften, die sie weitergaben, einen nicht zu unterschätzenden Einfluss auf die Ausbildung des Mythos vom „Amerikanischen Traum“ im 20. Jahrhundert.
Zum Zeitpunkt seines Todes lebte Alger, nach einem nervlichen Zusammenbruch von schwerer Krankheit gezeichnet, bei seiner Schwester Augusta. Diese vernichtete nach seinem Tod alle persönlichen Unterlagen, um den Ruf und das Andenken ihres Bruders vor dem bei einem Bekanntwerden befürchteten Skandal zu schützen.
Seit 1947 verleiht die Horatio Alger Association jährlich einen Preis für herausragende Persönlichkeiten der Gesellschaft, die trotz Widrigkeiten Erfolg hatten, und Stipendien, um junge Leute zu ermutigen, ihre Träume mit Bestimmtheit und Beharrlichkeit zu verfolgen.
Der New Yorker Ortsverband der 1978 gegründeten North American Man/Boy Love Association, die Straffreiheit für Päderastie fordert, nannte sich nach Alger.

## Werke (Auswahl)

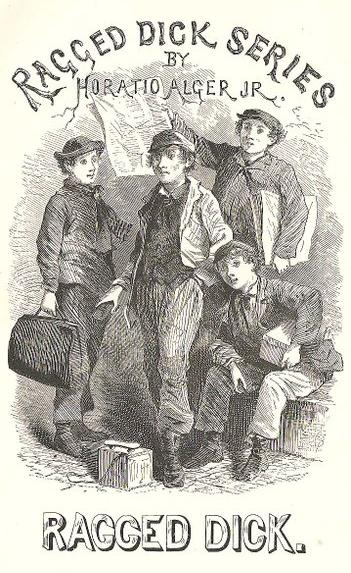
Eine Ausgabe von Ragged Dick, 1895

- John Maynard: A Ballad of Lake Erie January (Gedicht, 1868)
- Ragged Dick; or, Street Life in New York with the Bootblacks (Roman, 1868)
- Luck And Pluck; or, John Oakley’s Inheritance (Roman, 1869)
- Tattered Tom; or, The Story of a Street Arab (Roman, 1871)
- Phil the Fiddler; or, The Story of a Young Street Musician (Roman, 1872)
- The Train Boy (1883)
- Abraham Lincoln: the Backwoods Boy; or, How A Young Rail-Splitter Became President (Biografie, 1883)
- Dan, the Detective (1884)
- The Cash Boy (1887)
- A Fancy of Hers (1892)
- Frank Hunter’s Peril (1896)
- The Young Salesman (1896)
- A Rolling Stone; or, The Adventures of a Wanderer (1902)
- Adrift in New York; or, Tom and Florence Braving the World (1904)

## Sekundärliteratur
- Glenn Hendler: Pandering in the Public Sphere: Masculinity and the Market in Horatio Alger. In: American Quarterly, Vol. 48, No. 3, September 1996, Johns Hopkins University Press, S. 415–438.
- W.T. Lhamon, jr.: Horatio Alger and American Modernism: The One-dimensional Social Formula. In: American Studies. Vol. 17, No. 2, Herbst 1976, S. 11–27.
- Edwin Palmer Hoyt: Horatio's Boys; the Life and Works of Horatio Alger, Jr. Chilton Book Company, Radnor, Pennsylvania, 1974, ISBN 0-451-52480-2.
- Gary Scharnhorst: Horatio Alger Jr. Twayne Publishers, Boston 1980, ISBN 0-8057-7252-9.
- Gary Scharnhorst, Jack Bales: The Lost Life of Horatio Alger, Jr. Indiana University Press, Bloomington 1985, ISBN 978-0-253-20648-0.
- Gary Scharnhorst, Jack Bales. Horatio Alger Jr.: An Annotated Bibliography of Comment and Criticism. Scarecrow Press Incorporated 1981, ISBN 978-0-8108-1387-8.
- Roy Schwartzman:  Recasting the American Dream Through Horatio Alger’s Success Stories. In: Studies in Popular Culture, Vol. 23, No. 2 , October 2000, S. 75–91.
- John Seelye: Who was Horatio? The Alger Myth and American Scholarship. In: American Quarterly, Vol. 17, No. 4. Winter 1965, Johns Hopkins University Press, S. 749–756.

## Horatio Alger in der Literatur
- In Die Ballade von der Typhoid Mary von Jürg Federspiel werden die schlechten Erfahrungen eines jungen Mannes im späten 19. Jahrhundert beschrieben, der versucht, nach Algers Philosophie zu leben, aber von den Reichen, denen er hilft, gnadenlos ausgenutzt wird. So ruft, als er einem wohlhabenden Mann seine verlorene Brieftasche hinterherträgt, dieser direkt die Polizei und bringt ihn damit hinter Gitter.
- In seinem Buch Melancolia Americana widmet Jürg Federspiel Horatio Alger ein Kapitel.
- Das siebte Kapitel in Michael Moores Werk Dude, where’s my country? (dt. Volle Deckung, Mr. Bush) trägt den Titel Horatio Algers muss sterben und greift den Tellerwäscher-Mythos in den USA an, da dieser die arme und mittelständische Bevölkerung davon abhalte, um ihre Rechte und eine stärkere Kontrolle der Wirtschaft durch den Staat zu kämpfen.
- Horatio Alger wird mehrere Male im Buch Angst und Schrecken in Las Vegas des Gonzo-Journalisten Hunter S. Thompson erwähnt. Das Lyrische Ich des Buches Raoul Duke bezieht sich häufig auf Alger. So stellt sich Duke mehr als nur einmal die Frage: „Was würde Horatio Alger in dieser Situation machen?“. Im Schlusssatz kann man auch lesen, dass er sich wie „eine Monsterreinkanation von Horatio Alger“ fühle.
- Algers Ballade John Maynard: A Ballad of Lake Erie (1868) könnte Theodor Fontane zu seiner Ballade John Maynard (1896) angeregt haben.
- Nathanael West parodiert in seiner bitterbösen Satire Eine glatte Million (1934) das amerikanische Glücksstreben, wie es Horatio Alger in seinen Romanen propagierte.